# 한국정치학회
사단법인 한국정치학회(Korean Political Science Association, KPSA)는 정치학 및 인접 학문 분야의 연구활동 촉진을 목적으로 1953년 10월 18일 설립된 학술단체이다. 사무실은 서울특별시 마포구 동교로 183-11에 있다. 정치학 관련 학술연구와 출판에 주력하면서 학술회의, 발표회, 강연회, 워크샵 등을 개최하고 같은 목적의 여러 단체들과 교류하고 있다. 1959년 이후로 학술지 《한국정치학회보》를 매년 발간하고 있다.
1957년 8월 유네스코 한국위원회 산하단체로 가입하였다. 1967년 9월에는 세계정치학회에, 1976년 4월에는 한국사회과학협의회에 단체회원으로 가입하였다. 1995년 1월에는 국회에 사단법인으로 등록됐다.

## 주요 사업
- 정치학 및 이에 관련된 학술의 연구 및 조사
- 한국의 정치 및 대의민주주의의 발전에 관한 연구
- 회지 및 서적의 발간
- 연구발표회 및 강연회의 개최
- 본 회와 목적을 같이하는 단체들과의 교류
- 본 회의 목적을 지원하기 위한 수익사업
- 기타 사업

## 역대 회장
| 대수   | 성명   | 소속             | 재직 기간     |
| ------ | ------ | ---------------- | ------------- |
| 제1대  | 이선근 | 성균관대학교     | 1956년~1961년 |
| 제2대  | 민병태 | 서울대학교       | 1962년~1970년 |
| 제3대  | 정인흥 | 성균관대학교     | 1971년~1972년 |
| 제4대  | 김성희 | 서울대학교       | 1973년        |
| 제5대  | 김운태 | 서울대학교       | 1974년~1975년 |
| 제6대  | 차기벽 | 성균관대학교     | 1976년        |
| 제7대  | 김계수 | 한국외국어대학교 | 1977년        |
| 제8대  | 박동서 | 서울대학교       | 1978년~1979년 |
| 제9대  | 윤근식 | 성균관대학교     | 1980년        |
| 제10대 | 문승익 | 중앙대학교       | 1981년        |
| 제11대 | 한배호 | 고려대학교       | 1982년        |
| 제12대 | 김영국 | 서울대학교       | 1983년        |
| 제13대 | 민병천 | 서경대학교       | 1984년        |
| 제14대 | 윤형섭 | 연세대학교       | 1985년        |
| 제15대 | 이홍구 | 서울대학교       | 1986년        |
| 제16대 | 김하룡 | 고려대학교       | 1987년        |
| 제17대 | 민준기 | 경희대학교       | 1988년        |
| 제18대 | 한흥수 | 연세대학교       | 1989년        |
| 제19대 | 김상준 | 서강대학교       | 1990년        |
| 제20대 | 강민   | 단국대학교       | 1991년        |
| 제21대 | 서정갑 | 연세대학교       | 1992년        |
| 제22대 | 길승흠 | 서울대학교       | 1993년        |
| 제23대 | 김호진 | 고려대학교       | 1994년        |
| 제24대 | 유세희 | 한양대학교       | 1995년        |
| 제25대 | 신정현 | 경희대학교       | 1996년        |
| 제26대 | 최상용 | 고려대학교       | 1997년        |
| 제27대 | 백영철 | 건국대학교       | 1998년        |
| 제28대 | 김유남 | 단국대학교       | 1999년        |
| 제29대 | 김학준 | 한동대학교       | 2000년        |
| 제30대 | 김영래 | 아주대학교       | 2001년        |
| 제31대 | 이정복 | 서울대학교       | 2002년        |
| 제32대 | 신명순 | 연세대학교       | 2003년        |
| 제33대 | 심지연 | 경남대학교       | 2004년        |
| 제34대 | 양병기 | 청주대학교       | 2005년        |
| 제35대 | 김용호 | 인하대학교       | 2006년        |
| 제36대 | 양승함 | 연세대학교       | 2007년        |
| 제37대 | 이정희 | 한국외국어대학교 | 2008년        |
| 제38대 | 이남영 | 세종대학교       | 2009년        |
| 제39대 | 정윤재 | 한국학중앙연구원 | 2010년        |
| 제40대 | 박찬욱 | 서울대학교       | 2011년        |
| 제41대 | 김호섭 | 중앙대학교       | 2012년        |
| 제42대 | 유호열 | 고려대학교       | 2013년        |
| 제43대 | 김영재 | 청주대학교       | 2014년        |
| 제44대 | 최진우 | 한양대학교       | 2015년        |
| 제45대 | 강원택 | 서울대학교       | 2016년        |
| 제46대 | 진영재 | 연세대학교       | 2017년        |
| 제47대 | 김의영 | 서울대학교       | 2018년        |
| 제48대 | 장훈   | 중앙대학교       | 2019년        |
| 제49대 | 윤성이 | 경희대학교       | 2020년        |
| 제50대 | 김남국 | 고려대학교       | 2021년        |
| 제51대 | 임성학 | 서울시립대학교   | 2022년        |
| 제52대 | 최아진 | 연세대학교       | 2023년        |
| 제53대 | 조화순 | 연세대학교       | 2024년        |
| 제54대 | 김범수 | 서울대학교       | 현직          |

## 구성원
- 회장
- 차기회장
- 부회장
- 감사
- 사무국장
- 간사

### 특별위원회
- 회관관리 및 운영위원회
- 학술상위원회
- 선거관리위원회
- IPSA특별위원회

### 상임위원회
- 총무위원회
- 연구위원회
- 편집위원회
- 대외협력위원회
- 교육위원회
- World Congress 조직위원회

### 연구분과위원회
- 한국정치연구분과위원회
- 비교정치연구분과위원회
- 국제정치연구분과위원회
- 정치사상연구분과위원회
- 통일안보연구분과위원회
- 젠더정치연구분과위원회
- 융복합연구분과위원회

### 소속지회
- 강원지회
- 충청지회
- 호남지회